# 許婉姿
許婉姿（１９８０年- ），生於台北，台灣散文作家，已出版散文集《天台上的月光》。
畢業於東吳大學中文所碩士班，曾任教於台北市私立薇閣高級中學，於今年因照顧二子緣故無預警退休，使得該校學生及教職人員錯愕不已。曾獲雙溪文學獎、台北文學獎、台灣文學獎、國家文化藝術基金會創作補助，作品散見各報刊雜誌。
第一本散文集《天台上的月光》出版於2004年，九歌出版社，目前無其他作品。